# Franz Baader
Franz Baader (* 15. Juni 1959 in Spalt) ist ein deutscher Informatiker. Er führt den Lehrstuhl für Automatentheorie an der Fakultät Informatik der TU Dresden.

## Leben
Baader besuchte bis 1979 das Gymnasium in Roth und begann im Jahr 1980 ein Informatikstudium an der Universität Erlangen-Nürnberg, das er 1985 abschloss. Er promovierte 1989 bei Klaus Leeb an der Universität Erlangen-Nürnberg zum Doktor der Informatik. Dort war er auch ab 1985 als wissenschaftlicher Mitarbeiter in Lehre und Forschung beschäftigt. Im Jahr 1989 wechselte er an das Deutsche Forschungszentrum für Künstliche Intelligenz (DFKI) in Kaiserslautern und Saarbrücken und wirkte dort in der Forschung und als Projektleiter.
Von 1993 bis 2001 war er als Professor für Theoretische Informatik an der RWTH Aachen tätig. Seit April 2001 ist er ordentlicher Professor für Automatentheorie am Institut für Theoretische Informatik an der TU Dresden. Seine Forschungsgebiete beinhalten Wissensrepräsentation, im besonderen Beschreibungslogik und Modallogik, sowie automatisches Beweisen, im besonderen Termersetzung und Unifikationstheorie.
Er war im Programmausschuss  nationaler und internationaler Konferenzen tätig, die sich mit den Gebieten des automatischen Beweisens, künstlicher Intelligenz, Wissensrepräsentation und Logik befassen. Er hat internationale Workshops organisiert und ist im Redaktionsausschuss von Magazinen zum Thema KI und Logik der Informatik. 2011 wurde er zum Mitglied der Academia Europaea gewählt. 2020 erhielt Baader den Herbrand Award. Er hat mehr als 120 wissenschaftliche Artikel veröffentlicht.